# Kreisumlage
Kreisumlagen sind Umlagen, die kreisangehörige Gebietskörperschaften an die übergeordnete Gebietskörperschaft Landkreis aufgrund dessen Hebungsrechts leisten, um dessen Finanzbedarf ganz oder teilweise zu decken.

## Allgemeines
Die Finanzierung von Kreisen stellt sich etwas anders dar als die der kreisfreien Städte, da die Realsteuern (Grundsteuer A und B, Gewerbesteuer) den Gemeinden als Gemeindesteuer zustehen. Die Kreise haben keine eigene Steuerhoheit. Zur Deckung des Finanzbedarfs können Kreise anstatt dessen eine Kreisumlage von den kreisangehörigen Gemeinden erheben (z. B. § 45 Kreisordnung NRW). Ihre Grundlage ist die Steuerkraft der Gemeinden sowie deren Schlüsselzuweisungen. Von dieser Umlagegrundlage wird ein bestimmter von-Hundert-Satz als Kreisumlagesatz definiert.
Ursprünglich als subsidiäres Deckungsmittel gedacht, ist die Kreisumlage inzwischen ein fester Bestandteil der Einnahmen von Landkreisen. 1997 belief sich ihr Anteil an den Einnahmen in westdeutschen Kreisen auf 46 %, in ostdeutschen Kreisen auf 22 %.
Die Kreisumlage ist eine auf die verfassungsrechtliche Garantie des Selbstverwaltungsrechts der Kreise sowie auf Art. 106 Abs. 6 Satz 6 GG gestützte, von der gemeindlichen Finanzmasse abgeleitete Einnahmequelle der Kreise, deren Erhebung der allein verantwortlichen Entscheidung des Kreistages obliegt. Landesrechtliche Regelungen in den Flächenländern ermächtigen die Kreise, ihren Finanzbedarf durch die Erhebung einer Kreisumlage zu decken, soweit die Kreiseinnahmen aus Entgeltabgaben und Steuern dazu nicht ausreichen. Im Wortlaut der landesrechtlichen Regelungen kommt nach wie vor die ursprüngliche Konzeption der Kreisumlage als subsidiäres Restfinanzierungsmittel zum Ausdruck, obwohl faktisch der ursprüngliche Spitzendeckungscharakter der Kreisumlage längst verschwunden und die Kreisumlage zur bedeutendsten Einnahmequelle der Kreise geworden ist. Die landkreiszugehörigen Gemeinden sind Pflichtmitglieder des jeweiligen Landkreises und können sich den Bestimmungen der Kreissatzung nicht entziehen.

## Rechtsnatur
Finanztechnisch und rechtlich ist die Kreisumlage ein Instrument des interkommunalen Finanzausgleichs in Form einer öffentlich-rechtlichen Geldleistung der kreisangehörigen Gemeinden an den Kreis. Ferner handelt es sich bei der Kreisumlage um eine öffentliche Abgabe im Sinne des § 80 Abs. 2 Nr. 1 und Abs. 4 Satz 3 Verwaltungsgerichtsordnung (VwGO). Nach der herrschenden Meinung der Verwaltungsgerichte wird von einer weiten Auslegung des Begriffs Abgaben im Sinne des § 80 VwGO ausgegangen. Danach fallen unter diesen Begriff nicht nur die Abgaben im Sinne der Abgabenordnung (Steuern, Gebühren, Beiträge), sondern alle hoheitlich geltend gemachten öffentlich-rechtlichen Geldforderungen, die der Deckung des Finanzbedarfs des Hoheitsträgers für die Erfüllung seiner öffentlichen Aufgaben dienen sollen und die von allen erhoben werden, die den normativ bestimmten Tatbestand erfüllen. Dabei genügt es, wenn die Abgaben diese Funktion neben anderen Funktionen, z. B. einer Lenkungs-, Antriebs-, Zwangs- oder Straffunktion hat und zweckgebunden zu verwenden ist. Nach Auffassung des OVG Münster darf eine Gemeinde zur Finanzierung einer Einrichtung des Kreises im Wege der Mehrbelastung nur in demselben Maße herangezogen werden, in dem ihr diese Einrichtung zugutekommt. Zu den Grenzen der Festsetzung der Kreisumlage hat das VG München Stellung genommen. Der Umlagebescheid, mit dem die Gemeinde zur Kreisanlage herangezogen wird, ist ein selbständiger Verwaltungsakt (§ 35 VwVfG), der der betroffenen Gemeinde den Klageweg eröffnet. Die Festsetzung der Kreisumlage ist unabdingbarer Bestandteil der Haushaltssatzung des Landkreises. Auch diese kann von den kreisangehörigen Gemeinden mit der abstrakten Normenkontrollklage angefochten werden (§ 47 Abs. 1 Nr. 2 VwGO), sofern das Landesrecht dies bestimmt (vgl. § 5 Abs. 2 AusfG VwGO NRW).

## Funktionen
Allgemein besitzt die Kreisumlage drei Funktionen. Die Kreisumlage soll
- die Finanzierung sämtlicher Kreisaufgaben (einschließlich des Sozialbereichs) sicherstellen (fiskalische Funktion);
- die Unterschiede der Finanzkraft zwischen allen kreisangehörigen Gemeinden verringern. Dies geschieht in allen Flächenländern dadurch, dass finanzstarke Gemeinden absolut einen größeren Teil ihrer Finanzkraft auf die Kreisumlageausgaben verwenden müssen als finanzschwächere Gemeinden (redistributive Funktion);
- die Effizienz der Aufgabenwahrnehmung im Verhältnis von Kreis und kreisangehörigen Gemeinden beeinflussen.

Die letztere Funktion findet sich gewöhnlich nicht in der Fachliteratur zu den Kreisfinanzen. Sie ergibt sich allerdings aus den ökonomischen Zielsetzungen des Finanzausgleichssystems und aus der Tatsache, dass im kreisangehörigen Gebiet eine geteilte Aufgabenwahrnehmung zwischen Kreis und Gemeinden stattfindet (allokative Funktion).
Die fiskalische Funktion besteht darin, dass die Kreisumlage das bedeutendste autonome Finanzierungsmittel der Kreise ist, das ihnen einen gewissen finanzplanerischen Spielraum ermöglicht. Sie beinhaltet gleichzeitig ein flexibles Element der Einnahmeverteilung zwischen Kreis und kreisangehörigen Gemeinden. Die Festsetzung der Kreisumlage erschöpft sich indes nicht in der fiskalischen Funktion. Vielmehr kommt in ihr zudem eine redistributive Funktion (Ausgleichsfunktion) im Verhältnis der umlagepflichtigen Gemeinden untereinander zum Ausdruck. Hierbei werden Transfermittel von „unten“ (Gemeinden) nach „oben“ (Kreise) geleistet, also im Verhältnis zum Bundesfinanzausgleich in umgekehrter Form. Unter diesem Gesichtspunkt ist es Ziel der Kreisumlageerhebung, die Finanzkraftunterschiede zwischen den einzelnen kreisangehörigen Gemeinden abzumildern. Dabei soll die ausgleichende Wirkung der Kreisumlage bereits auf Grund der Erhebung an sich eintreten, ohne dass es einer besonderen, auf einen Ausgleich gerichteten Willensbetätigung des Kreises bedarf. Dies geschieht dadurch, dass auf Grund gesetzlicher Vorgaben finanzstarke Gemeinden absolut einen größeren Teil ihrer Finanzkraft auf die Kreisumlageausgaben verwenden müssen als finanzschwächere Gemeinden (siehe Abundanz).

## Besonderheit: redistributive Funktion
Die redistributive Funktion beruht vornehmlich auf den Unvollkommenheiten der Gemeindesteuern. Die redistributive Funktion besteht aus „relativ hohen Zuweisungen, durch welche die Finanzkraft der ursprünglich finanzschwachen Gemeinden soweit angehoben werden (soll), dass ein annähernd gleiches kommunales Leistungsangebot finanziell möglich wird bzw. dass aus der unterschiedlichen Finanzkraft resultierende Tendenzen zur Vergrößerung des Wohlstandsgefälles zwischen reichen und armen Gemeinden abgewendet werden“. Insbesondere durch unterschiedlich hohe Schlüsselzuweisungen und Umlagen soll die Finanzausstattung der Gemeinden und Gemeindeverbände an einen durchschnittlichen, normierten Finanzbedarf angenähert werden. Durch die Kreisumlage soll eine überdurchschnittliche Höhe der Gemeindesteuern (insbesondere der Gewerbesteuer) abgeschöpft werden, so dass bei der redistributiven Funktion ausnahmsweise ein Finanzausgleich von „unten nach oben“ stattfindet. Sie erfolgt durch die Gewerbesteuerumlage, die aus dem Kommunalhaushalt an den Landeshaushalt ausgekehrt werden muss.

## Genehmigung der Kreisumlage
In den meisten Flächenländern bedarf die Festsetzung der Kreisumlagesätze entweder generell oder bei Überschreitung von normierten Höchstsätzen der aufsichtsbehördlichen Genehmigung. Die Genehmigung soll nach den Grundsätzen einer geordneten und sparsamen Haushaltswirtschaft erteilt oder versagt werden; sie kann unter Bedingungen oder Auflagen erteilt werden. Grundsätzlich ist davon auszugehen, dass „die Genehmigung der Kreisumlage nur aus Rechtsgründen versagt werden darf“. Ermessenserwägungen zur Zweckmäßigkeit des Umlagesatzes sind der Aufsichtsbehörde indes verwehrt.

## Kritik
Die Verfassungsmäßigkeit der Kreisumlage ist unbestritten. Grenze ist der Kernbereich der gemeindlichen Finanzhoheit. Dieser ist allerdings nicht schon dann berührt, wenn die Wahrnehmung freiwilliger Aufgaben der Gemeinden durch die finanzielle Belastung der Kreisumlage eingeschränkt wird. Die finanzielle Leistungsfähigkeit darf jedoch nicht angetastet werden, die Gemeinden dürfen nicht die Gelegenheit zur kraftvollen Betätigung verlieren. Wo die Grenzen der finanziellen Belastbarkeit liegen, ist nicht leicht zu bestimmen. Ein Verstoß gegen die durch Art. 28 Abs. 2 GG garantierte gemeindliche Finanzhoheit liegt jedenfalls dann vor, wenn die Gemeinden durch Abgaben und Umlagen derart ihrer Mittel beraubt werden, dass ihre Finanzverantwortlichkeit beeinträchtigt und ihre Finanzausstattung in Frage gestellt wird. Häufig wird deshalb angeführt, dass die Kreisumlage das Prinzip der Subsidiarität, also der Eigenverantwortung (der Gemeinde), beeinträchtigen kann.
Die Kreisumlage hat in der Vergangenheit Anlass zu einer Vielzahl von Auseinandersetzungen sowohl in rechtstheoretischer als auch in prozessualer Hinsicht gegeben. Nicht nur die Frage, welche Ausgabenposten bei der Kreisumlage berücksichtigt werden dürfen, war und ist Gegenstand intensiver Diskussionen. Es geht ebenso um die immer enger werdenden Liquiditätsspielräume der kreisangehörigen Kommunen. Vor diesem Hintergrund gewinnt die Frage nach der Aufgabenverteilung zwischen Kreis und kreisangehörigen Gemeinden zentrale Bedeutung. Grundlegend für diese Problematik ist der „Rastede-Beschluss“ des Bundesverfassungsgerichts (BVerfG) vom 23. November 1988. Hierin ist das BVerfG von der Überlegung ausgegangen, dass Art. 28 Abs. 2 GG auch außerhalb des Kernbereichs der Selbstverwaltungsgarantie ein verfassungsrechtliches Aufgabenverteilungsprinzip hinsichtlich der Angelegenheiten der örtlichen Gemeinschaft zugunsten der Gemeinden enthalte. Auf diese Weise sichere Art. 28 Abs. 2 Satz 1 GG den Gemeinden einen Aufgabenbereich, der grundsätzlich alle Angelegenheiten der örtlichen Gemeinschaft umfasse. Vor dem Hintergrund dieser verfassungsrechtlichen Vorgaben kam es zu einer lebhaften Fortentwicklung der Rechtsprechung zur Frage der Grenzen der Kreiszuständigkeit.
Dabei hat der BayVGH im November 1992 entschieden, dass kreisangehörige Gemeinden den Kreisumlagebescheid des Landkreises mit der Begründung anfechten können, im Kreishaushalt seien Ausgaben in beachtlichem Umfang zur Erfüllung landkreisfremder Aufgaben vorgesehen. Das Gebot des „selbstverwaltungsfreundlichen Verhaltens“ erfordert es, dass der Kreis bei der Bereitstellung von Mitteln die Möglichkeiten der Gemeinde zur eigenverantwortlichen Verfügung über Haushaltsmittel fördert und nicht einschränkt. Inzwischen haben aber bereits Umlagesätze von über 50 % der gerichtlichen Prüfung standgehalten.